# Superconductors tipus 1.5

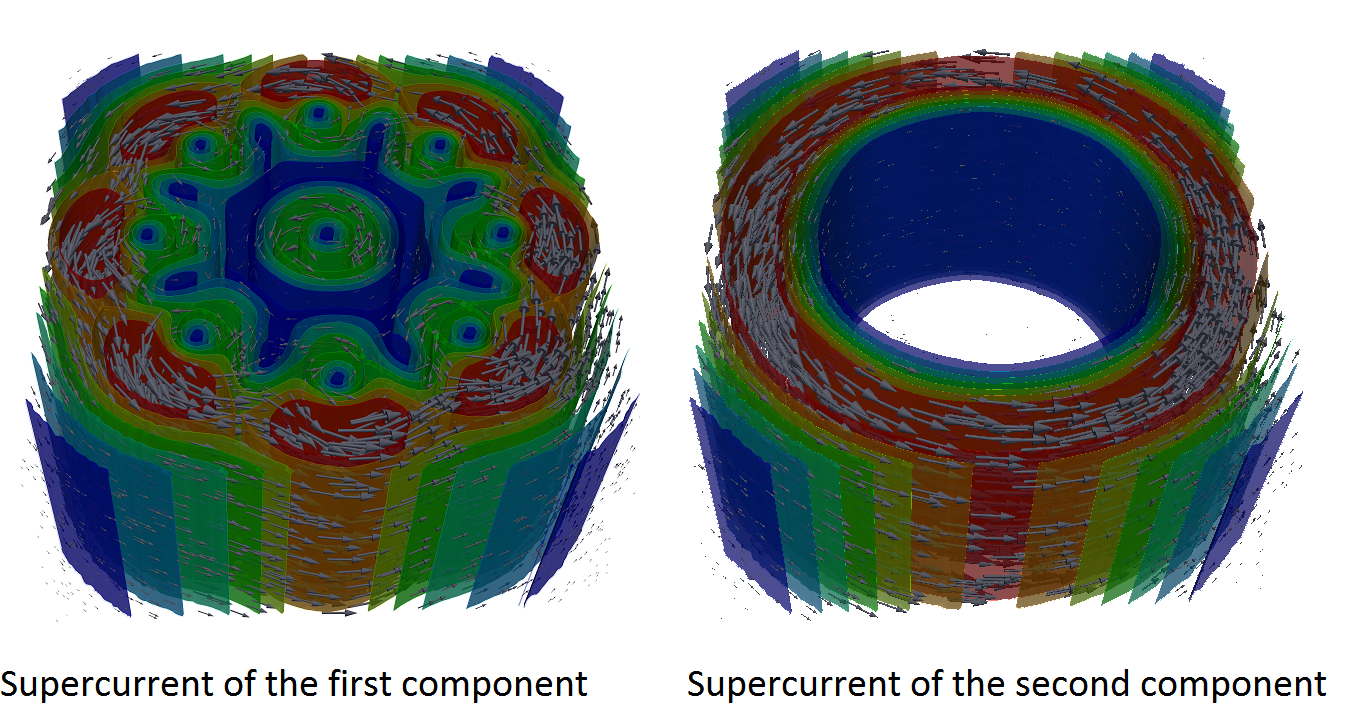
Clúster de vòrtex al superconductor tipus 1.5

Els superconductors tipus 1.5 són superconductors multicomponents caracteritzats per dues o més longituds de coherència, almenys una de les quals és més curta que la longitud de penetració del camp magnètic. {\displaystyle \lambda }, i almenys un dels quals és més llarg. Això contrasta amb els superconductors d'un sol component, on només hi ha una longitud de coherència {\displaystyle \xi } i el superconductor és necessàriament de tipus 1 ({\displaystyle \xi >\lambda }) o tipus 2 ({\displaystyle \xi <\lambda }) (sovint una longitud de coherència es defineix amb extra {\displaystyle 2^{1/2}} factor, amb aquesta definició les desigualtats corresponents són {\displaystyle \xi >{\sqrt {2}}\lambda } i {\displaystyle \xi <{\sqrt {2}}\lambda }). Quan es col·loquen en un camp magnètic, els superconductors de tipus 1.5 haurien de formar vòrtexs quàntics: excitacions que transporten el flux magnètic. Permeten que el camp magnètic passi a través dels superconductors a causa d'una circulació semblant a un vòrtex de partícules superconductores (parells electrònics). En els superconductors tipus 1.5, aquests vòrtexs tenen una interacció repulsiva atractiva de llarg abast i de curt abast. Com a conseqüència, un superconductor de tipus 1.5 en un camp magnètic pot formar una separació de fases en dominis amb camp magnètic expulsat i cúmuls de vòrtexs quàntics que estan units per forces intervòrtex atractives. Els dominis de l'estat de Meissner conserven la superconductivitat de dos components, mentre que als cúmuls de vòrtex se suprimeix un dels components superconductors. Així, aquests materials haurien de permetre la coexistència de diverses propietats dels superconductors tipus I i tipus II.

## Propietats
Els superconductors de tipus I expulsen completament els camps magnètics externs si la força del camp aplicat és prou baixa. També el supercorrent només pot fluir a la superfície d'aquest superconductor però no al seu interior. Aquest estat s'anomena estat de Meissner. Tanmateix, a camp magnètic elevat, quan l'energia del camp magnètic es fa comparable amb l'energia de condensació superconductora, la superconductivitat es destrueix per la formació d'inclusions macroscòpicament grans de fase no superconductora.
Els superconductors de tipus II, a més de l'estat de Meissner, posseeixen un altre estat: un camp magnètic aplicat prou fort pot produir corrents a l'interior del superconductor a causa de la formació de vòrtexs quàntics. Els vòrtex també porten flux magnètic a través de l'interior del superconductor. Aquests vòrtexs quàntics es repel·len mútuament i, per tant, tendeixen a formar gelosies o líquids de vòrtex uniformes. Formalment, les solucions de vòrtex també existeixen en models de superconductivitat de tipus I, però la interacció entre vòrtexs és purament atractiva, de manera que un sistema de molts vòrtexs és inestable davant un col·lapse en un estat d'un únic domini normal gegant amb supercorrent que flueix a la seva superfície. Més important encara, els vòrtex en el superconductor de tipus I són energèticament desfavorables. Per produir-los, caldria l'aplicació d'un camp magnètic més fort del que pot suportar un condensat superconductor. Així, un superconductor de tipus I passa a estats no superconductors en lloc de formar vòrtexs. En la teoria habitual de Ginsburg-Landau, només els vòrtexs quàntics amb interacció purament repulsiva són prou barats energèticament per ser induïts pel camp magnètic aplicat.
Es va proposar que la dicotomia tipus I/tipus II podria trencar-se en superconductors multicomponent, que posseeixen múltiples longituds de coherència.
Exemples de superconductivitat multicomponent són superconductors multibanda diborur de magnesi i oxipnictides i superconductors exòtics amb aparellament de Cooper no trivial. Allà, es poden distingir dos o més components supraconductors associats, per exemple amb electrons que pertanyen a diferents bandes d'estructura de bandes. Un exemple diferent de sistemes de dos components són els estats superconductors projectats d'hidrogen metàl·lic líquid o deuteri on teòricament es prediuen mescles d'electrons superconductors i protons o deuteros superconductors.

Resum de les propietats del superconductor tipus 1.5
|                                                                    | Superconductor tipus I | Superconductor tipus II | Superconductor tipus 1.5 |
| ------------------------------------------------------------------ | --- | --- | --- |
| Escales de longitud característiques                               | L'escala de longitud de variació del camp magnètic característica (profunditat de penetració de Londres) és més petita que l'escala de longitud característica de la variació de la densitat del condensat (longitud de la coherència superconductora) {\displaystyle {\sqrt {2}}\lambda <\xi } | L'escala de longitud de variació del camp magnètic característica (profunditat de penetració de Londres) és més gran que l'escala de longitud característica de la variació de la densitat del condensat (longitud de la coherència superconductora) {\displaystyle {\sqrt {2}}\lambda >\xi } | Dues escales de longitud característiques de la variació de la densitat del condensat {\displaystyle \xi _{1}}, {\displaystyle \xi _{2}} . L'escala de longitud de variació característica del camp magnètic és més petita que una de les escales de longitud característiques de variació de densitat i més gran que una altra escala de longitud característica de variació de densitat {\displaystyle \xi _{1}<{\sqrt {2}}\lambda <\xi _{2}} |
| Interacció intervòrtex                                             | Atractiu | Repulsiu | Atractiu a llarg abast i repulsiu a curt abast |
| Fases del camp magnètic d'un superconductor net a granel           | (1) Estat de Meissner en camps baixos; (2) Dominis normals macroscòpicament grans en camps més grans. Transició de fase de primer ordre entre els estats (1) i (2) | (1) Estat de Meissner en camps baixos, (2) gelosies/líquids de vòrtex en camps més grans. | (1) Estat de Meissner en camps baixos (2) "Estat semi-Meissner": cúmuls de vòrtex que coexisteixen amb dominis de Meissner en camps intermedis (3) Reticles/líquids de vòrtex en camps més grans. |
| Transicions de fase                                                | Transició de fase de primer ordre entre els estats (1) i (2) | Transició de fase de segon ordre entre els estats (1) i (2) i transició de fase de segon ordre entre l'estat (2) a l'estat normal | Transició de fase de primer ordre entre els estats (1) i (2) i transició de fase de segon ordre entre de l'estat (2) a l'estat normal. |
| Energia de superconductor/límit normal                             | Positiu | Negatiu | Energia negativa de la interfície superconductora/normal dins d'un cúmul de vòrtex, energia positiva al límit del cúmul de vòrtex |
| Camp magnètic més feble necessari per formar un vòrtex             | Camp magnètic crític més gran que el termodinàmic | Més petit que el camp magnètic crític termodinàmic | En alguns casos, més gran que el camp magnètic crític per a un vòrtex únic, però més petit que el camp magnètic crític per a un cúmul de vòrtex |
| Energia E(N) de solucions de vòrtex axialment simètriques N-quanta | E(N)/N < E(N–1)/(N–1) per a tots els N, és a dir El vòrtex N-quanta no decau en vòrtexs 1-quanta | E(N)/N > E(N–1)/(N–1) per a tots els N, és a dir El vòrtex N-quanta decau en vòrtexs 1-quanta | Hi ha un nombre característic de quanta de flux N c tal que E(N)/N <E(N–1)/(N–1) per a N<N c i E(N)/N > E(N–1) /(N–1) per a N>N c, el vòrtex N-quanta decau en un cúmul de vòrtex |